# Niu de metralladores de Concabella
El Niu de metralladores de Concabella és una obra del poble de Concabella, al municipi dels Plans de Sió (la Segarra) inclosa a l'Inventari del Patrimoni Arquitectònic de Catalunya.

## Descripció
Es tracta d'una mena de refugi, situat sota una cinglera de roca natural, que durant la guerra civil hi tenien ubicades les metralladores per a poder defensar-se dels enemics sense ser vistos, estant protegits dels atacs externs. Exteriorment es poden observar unes petites obertures rectangulars on s'ubicaven les armes, realitzades amb la mateixa pedra natural de la cinglera, per la part superior, i amb paredat de pedra per la part inferior. A l'interior es troba un passadís que fa aproximadament un metre i mig d'alçada que comunica entre si totes les obertures que donen a l'exterior.